# Раково (Николаевская область)
Раково (укр. Ракове) — село в Вознесенском районе Николаевской области Украины.
Население по переписи 2001 года составляло 708 человек. Почтовый индекс — 56521. Телефонный код — 5134. Занимает площадь 1,579 км².

## Местный совет
56522, Николаевская обл., Вознесенский р-н, с. Новогригоровка, вул. Самосёнков, 79а